# Zhang Shan
Dans ce nom, le nom de famille, Zhang, précède le nom personnel.
Zhang Shan, née le 23 mars 1968 à Nanchong dans la province du Sichuan, est une ancienne tireuse sportive. Elle fut sacrée championne olympique en skeet mixte aux Jeux olympiques d'été de 1992 à Barcelone.

## Jeunesse
Elle commença à s'entraîner au tir alors qu'elle était lycéenne. Elle rejoint l'équipe de tir du Sichuan en 1984, et l'équipe nationale de tir en 1989.

## Championnats du monde
Championne du monde à l'épreuve de skeet en 1989 et 1990.
Championne du monde en skeet féminin au Caire en 1998 et à Asunción en 2011.

## Jeux olympiques
Elle participe aux Jeux olympiques d'été de 1992 à Barcelone où elle remporte le titre de l'épreuve mixte devant sept hommes, en battant le record du monde de l'épreuve. Par là elle devient la première femme à gagner l'or aux Jeux olympiques en épreuve individuelle mixte de tir (contre des hommes) et la dernière, la Fédération internationale de tir sportif ayant proposé au CIO en 1991 le remplacement des épreuves mixtes par des épreuves pour hommes et pour femmes. C'est la première femme à remporter une épreuve olympique mixte de tir sportif.
Aux Jeux olympiques d'été de 1996 à Atlanta, l'épreuve mixte étant supprimée, une épreuve pour hommes est organisée, mais pas celle pour femmes, prévue tout d'abord, résultat selon Le Point de la performance de Zhang à Barcelone. Elle ne participe donc pas aux Jeux olympiques de 1996. Le skeet féminin ne fait son apparition qu'aux Jeux olympiques d'été de 2000 à Sydney ; Shan Zhang participe après avoir été championne du monde au Caire en 1998, mais elle ne finit l'épreuve que huitième.